# Afzetbol

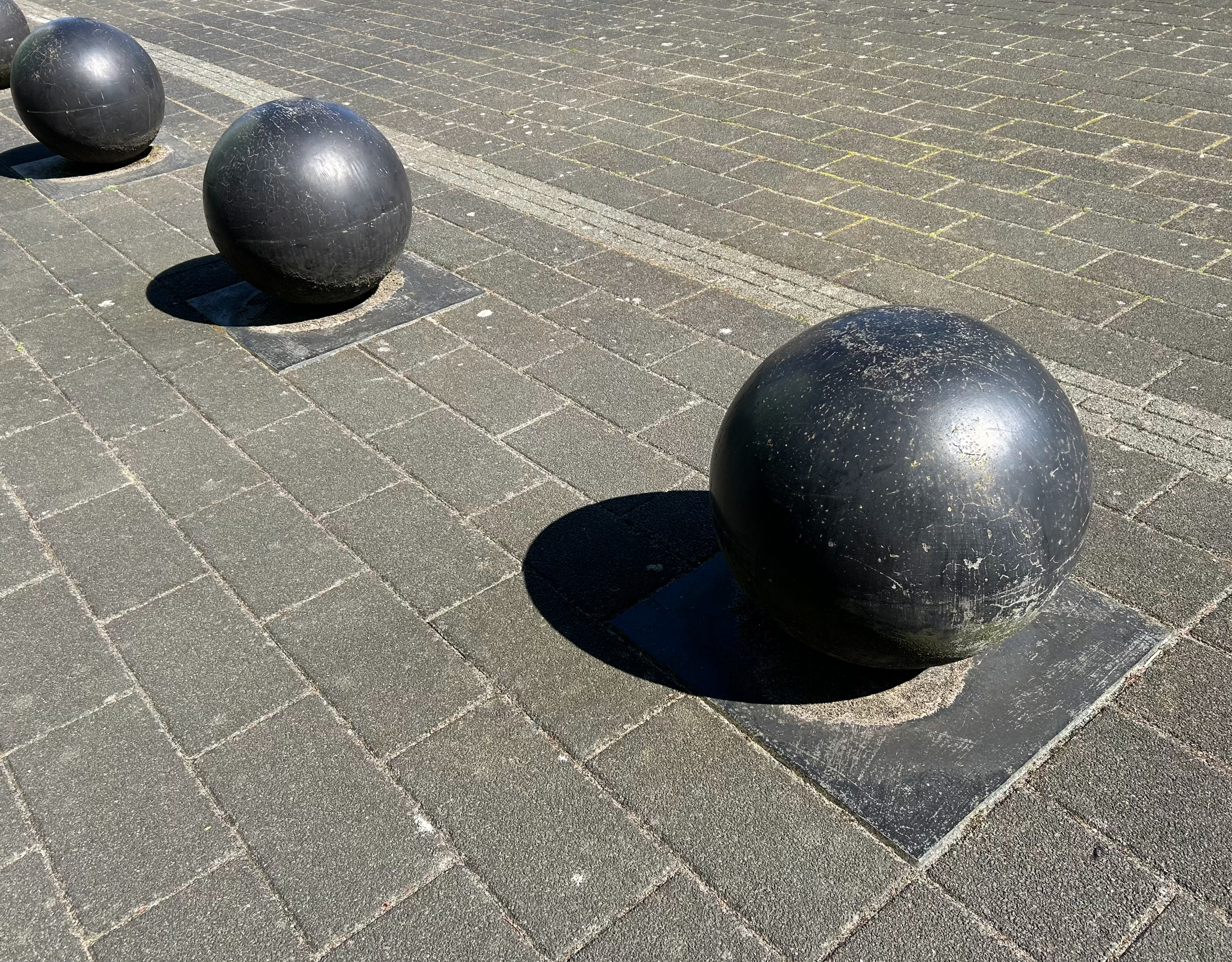
Afzetbollen bij het Huygensgebouw.

Een afzetbol, ook vaak parkeerbol  of betonbol genoemd, is een bolvormig object van beton dat doorgaans als obstakel dient om foutparkeren, schade door aanrijdingen (zoals bijvoorbeeld ramkraak) en overige ongewenste invloeden van motorvoertuigen te voorkomen.

## Fotogalerij

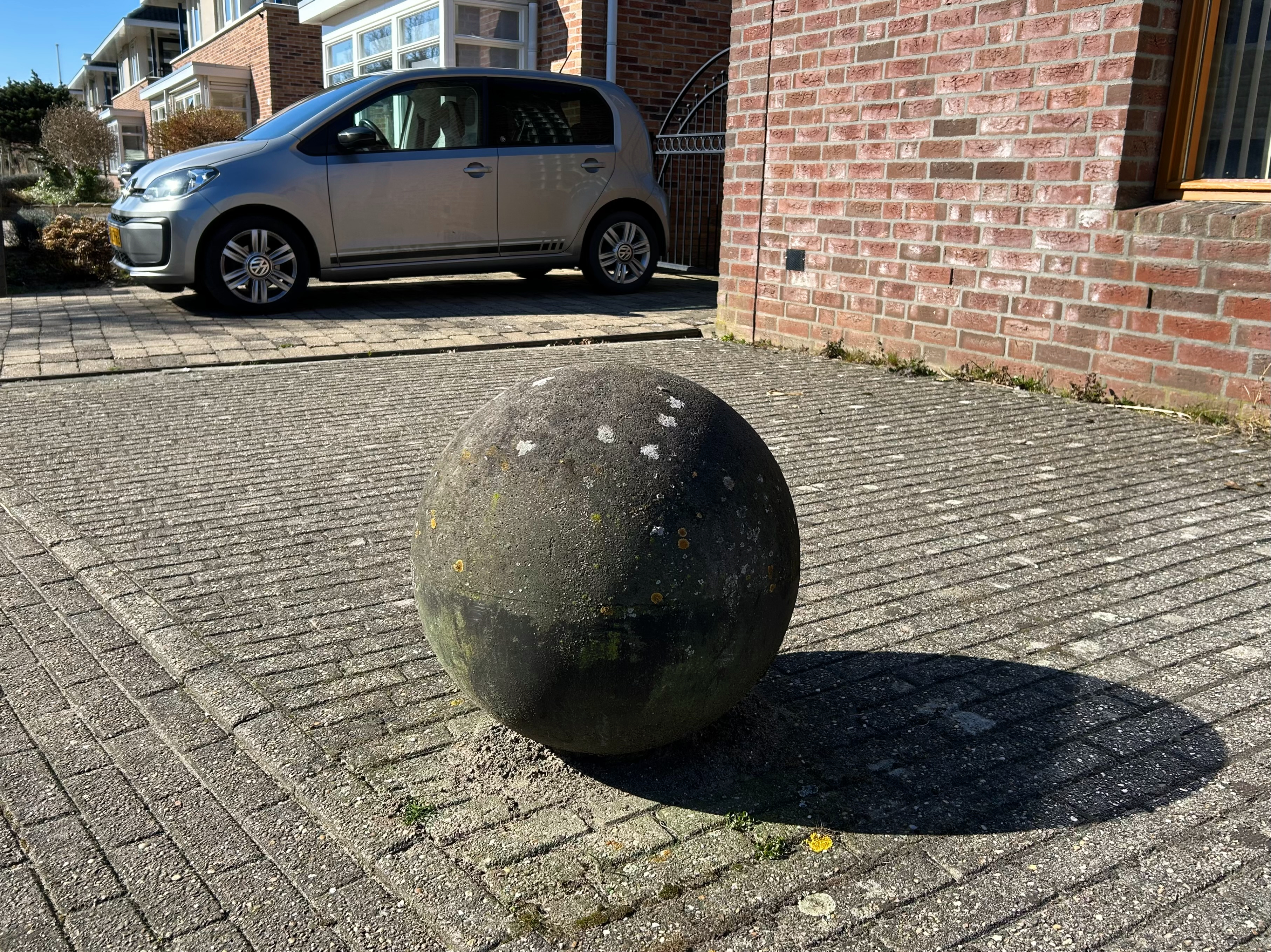
Een afzetbol bij een woning.
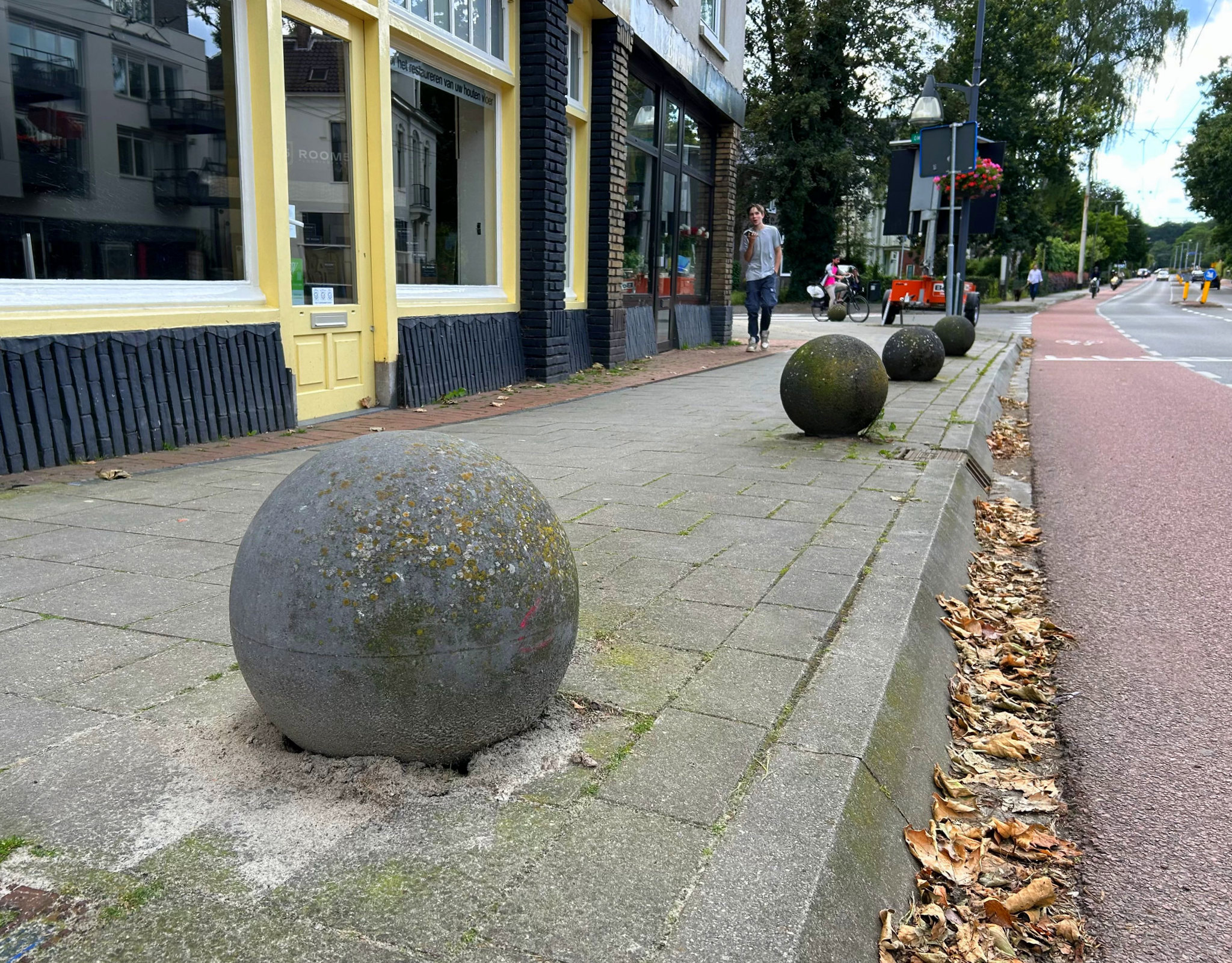
Afzetbollen bij winkels.